# Ђимињано (Рим)
Ђимињано је насеље у Италији у округу Рим, региону Лацио.
Према процени из 2011. у насељу је живело 9 становника. Насеље се налази на надморској висини од 249 м.